# 井上トロ
井上トロ（いのうえトロ）は、ソニー・コンピュータエンタテインメント（現：ソニー・インタラクティブエンタテインメント）のゲームソフト『どこでもいっしょ』シリーズに登場するキャラクターと同時に、同社のマスコットキャラクターでもある。
なお権利関係は、『どこでもいっしょ』シリーズの開発を手掛けたビサイドが保有している。

## 概要
外見は尾が短く白いネコであるが、人間になることに憧れている。一人称は「トロ」。初登場は1999年に発売されたプレイステーションの「どこでもいっしょ」。親しみやすさが話題を呼んで大ヒットの原動力となった。誕生日は5月6日とされ、当日は毎年イベントが催されている。イベント開催時には通称「生トロ」と呼ばれる着ぐるみキャラクターが登場し、イベントを盛り上げている。会話の際は語尾に「ニャ」を付けることが多い。
シリーズ作の多くにおいては人工無脳型のキャラクターで、任意の言葉とその意味を教えることができるが、意味を理解しないので会話で使っても頓珍漢な内容になることが多い。また、自発的に会話もでき、その内容の面白さで人気を博す。
その他のポケピ（ポケット・ピープル）仲間はカエルのリッキー、犬のピエール、ウサギのジュン、ロボットのR-スズキ、黒ネコのクロ。トロを含めた各ポケピの性別は公式には設定されていないが、mixi公認アカウントではmixiのシステムの都合もあって男性で登録されている。
好物は中トロと納豆巻きとシャコ。
姓の「井上」の由来は、どこでもいっしょ開発時のデバッガーが「井上」と呼んでいたことから。

### 『トロ・ステーション』での井上トロ
『トロ・ステーション』ではクロと共に司会を務めるが、基本的にはクロによる解説の聞き役に回ることが多い。クロとは異なりマニアックな知識はあまり持たないが、声優関係のネタに関してはクロの影響で確実に知識を増してきており、最近では「『17歳です』『おいおい』とか…」「『ほーっ、ホアアーッ!!』みたいなものなのかニャ…」などとつぶやいたりしたこともある。また日本ハムの「ウイニー」特集の際は、内容をWinny特集と勘違いし「ダメだよクロ ダークな話題は〜!」「違法なデータのやりとりとかしたら捕まっちゃうんだから〜!!」と語るなど、一部の分野についてはそれなりに知識を持っている模様。
『まいにちいっしょ』および『レッツ学校!』以降はコスプレ好きの設定が、『トロ・ステーション』および『週刊トロ・ステーション』では無類のパンダ好きの設定が加わっている。

## 来歴

### 「トロのあしあと」
ここでの来歴は、2004年に開催された『どこでもいっしょSTORE－トロのあしあと－』にて展示されたトロのあゆみを元に執筆している。また、『トロ・ステーション』および関連作品である『トロともりもり』でも新たに設定が明かされているため、その内容も加えている。
トロは捨て猫である。気がついた時には既にダンボールの中に居た。両親とは既に死別している。通りかかる人達はトロをかわいがりはしたが拾ってくれず、自力でダンボールを脱出したトロはアパートの空き部屋に迷い込む。そこでひとりの人間と初めて出会い、コトバを教えてもらう（『こねこもいっしょ』）。幸せな日々を送っていたが、ある出来事をきっかけにトロは「自分は人間ではなく猫なのだ」ということに気づかされ、部屋を飛び出してしまった。当てもなく街を彷徨っていたところを親切な黒猫に導かれて、トロは井上寿司のご主人と出会った。ご主人は腹をすかせたトロにお寿司を食べさせたが、特にトロを好んで食べていたため、ご主人はこの猫をトロと名づけた。トロはこの井上寿司で成長する。
ところがある日、ご主人は救急車で運ばれ病院に担ぎ込まれてしまった。トロはご主人の言いつけで退院するまでの間、近くの空き地で暮らすことにする。その空き地には大勢の黒猫が住んでいた（『トロといっぱい』）。トロはこの後空き地を出て再び放浪の旅に出るが、その詳しい経緯は未だ明かされていない。
旅の途中で様々な人間と出会い、その度に助けられてきたトロは、改めて「自分もいつかこんな人間になりたい」と願うようになるのだった。

### 「トロのあしあと」以後
シリーズ内で出会った人々に対しては「噂で人間になれる方法を知った」「井上寿司のご主人がまた倒れた」などの理由で再び放浪の旅に出るようになる。ただし、『トロと流れ星』については主人公との同居を続ける。
『どこでもいっしょ』のアフターストーリーである『トロともりもり』で、トロは他のポケピ達（ピエール、ジュン、リッキー、スズキ）、クロ、テレビさんと出会い、『まいにちいっしょ』の舞台であるアパートの大家の好意によって、アパートで暮らすようになる。
『まいにちいっしょ』の『トロ・ステーション』内では、一時『魔界戦記ディスガイア2』に登場するアデルのパパ・ママが「トロのママとパパになってあげる」と申し出たことがあり、この時はトロも「トロにはじめてパパとママができたのニャ〜」と泣いて喜んだ。その後クロに元の世界に戻るように促されると「せっかくせっかくトロにパパとママができたのに…」「トロステなんかどうなってもいいニャ」と戻るのを拒否するが、アデルママに「トロにはトロの世界でやらなきゃいけないことがあるんでしょ？」と諭され、また『魔界戦記ディスガイア2 PORTABLE』の追加ダウンロードコンテンツとしてトロ・クロが登場する予定となったためまた会えるようになることから、トロはしぶしぶ元の世界に戻っている。

### 「まいにちいっしょ」〜「週刊トロ・ステーション」
『まいにちいっしょ』の舞台であるアパートが取り壊されることになり、トロは引越しを余儀なくされる。
引越し先の空き地で、クロ、テレビさんと共に『週刊トロ・ステーション』を続行していたが、プレイヤー（ニャバター）が古い洋館の大家となり、トロは洋館で生活を始める。
『週刊トロ・ステーション』が3周年を迎えたある日、クロの蝶ネクタイが突如光り輝き始める。これは、誰かを喜ばせることでパワーが蓄積され、その力が満たされた時に願い事を叶えることが出来る魔法の蝶ネクタイだったらしく、まもなくそれが完全に満たされるらしいのだ。クロはそのチャンスをトロに譲り、トロは自分の願い事である「人間にして欲しい」をこの蝶ネクタイに叶えてもらうことを決める。そして半年後、パワーが完全に蓄積されたことを知ったポケピ達は、トロを盛大な卒業式で送り出すのだった。

## 展開
キャラクターのデザインが、特にOLや女子学生などの女性を中心に受け、キャラクターグッズやテレビ番組のレギュラー出演など、ソフト以外での展開が盛んとなった。また、「PlayStation」や「ポケットステーション」のパッケージ、「カルピスウォーター」のCMキャラクターにも採用されたことがあり、CM終了後もフィギュアマスコットがおまけとして添付されたり、シーズン限定ラベルに採用されるなど関わりが深い。
1999年のソフト部門とキャラクター部門、有効票数の多い作品を決める「DPSソフト大賞'99」で1位に輝いたのはスクウェアの「ファイナルファンタジーVIII」と「井上トロ」が最もユーザーからの支持を受けており、開発担当プロデューサーの北瀬佳範氏にゲーム雑誌の電撃PlayStationからDPS特製のトロフィーが贈呈された。
1999年12月、「井上トロの生活と意見」（ソニーマガジンズ）というトロが主人公のストーリーフォトブックが発売される。
『トロと休日』の舞台が三浦半島ということから、2001年には京浜急行電鉄の電車を使用したイベント列車が走ったこともあり、2009年には江ノ島電鉄でもそのような車両が走っていた。
2001年からフジテレビ系の情報番組『めざましテレビ』の1コーナー「トロと旅する」に出演し、2004年からは早朝の占いコーナー「トロ占い」（2007年終了）にも出演していたが、メインキャスターの大塚範一などはトロが何のゲームに登場するキャラクターであるのかを殆ど知らなかったことが「クイズ!ヘキサゴン」で明らかになっている。
2001年1月12日、都内で行われた記者会見で、トロが昨年に引き続き、2001年のカルピスウォーターのイメージキャラクターを務める事が発表された。2001年はタレントの平山綾とともに、テレビCMやイベントなどでカルピスウォーターのPRを行った。トロが初めてイメージキャラクターを務めた2000年、カルピスウォーターの売り上げは前年比140％。発売以来の大ヒットを記録していた。
2003年、完全限定生産で「実物大」のぬいぐるみが発売され話題を呼ぶ。
2007年6月には海洋堂のアクションフィギュア「リボルテック」トロが発売され、同時発売のクロ（フレンドショップ限定販売）も初回生産分が即座に完売、インターネットオークションなどで高値で取引されている現状を受けて、早い段階で海洋堂サイドから再発売するというアナウンスを出すという異常事態になった。
2007年9月と12月にトロとクロの再発売が実施されたが、クロについては入荷数が少なくやはり即時完売状態となった（2008年4月以降の再発売分は顔パーツの変更、初回顔パーツ版は事実上の廃版となった）。
ゲームセンター用プライズ（景品）の分野でも人気が高く、ぬいぐるみや雑貨が過去にはバンプレスト、現在はタイトーから多数商品化されている。アソート内容はクロとのコンビが多い。2009年からは、通常サイズのリボルテック（全高11.5cm）よりも一回り大きいプライズ用リボルテックシリーズ（全高15cm）が展開しており、法被を着た「夏祭りバージョン」（5月）に始まり、ジャック・オー・ランタンの仮装をした「ハロウィンバージョン」（9月登場）、サンタ服を着た「クリスマスバージョン」（11月登場）が続けてリリースされた。更に2010年には、サッカー日本代表のユニフォームや初音ミクの衣装を着たバージョンもリリースされた。
2024年には『どこでもいっしょ』25周年を記念し、アニバーサリーイベントの実施、記念ぬいぐるみの発売などが行われている。また2025年現在も、毎年5月にはトロの誕生日イベントが開催されている。